# Verena Stefan
Pour les articles homonymes, voir Stefan.
Verena Stefan, née le 3 octobre 1947 à Berne et décédée le 29 novembre 2017 à Montréal, était une écrivaine suisse. Elle a acquis une renommée internationale avec son premier roman autobiographique Mues, paru en 1975. Elle est la cofondatrice du groupe féministe « Brot und Rosen ».

## Biographie
Verena Stefan nait d'un père allemand des Sudètes et d'une mère suisse-allemande. Elle est élevée par ses grands-parents. Son grand-père, Julius Brunner, était médecin de campagne. Après avoir passé son baccalauréat au lycée Kirchenfeld de Berne en 1967, elle part à Berlin pour suivre une formation de physiothérapeute et exerce en tant que kinésithérapeute. En 1973, elle entame des études de sociologie à l'Université libre de Berlin, qu'elle ne termine finalement pas.
En 1972, elle cofonde le groupe féministe « Brot und Rosen ». En 1975, elle publie son premier livre, Mues (Titre original : Häutungen), aux éditions Frauenoffensive de Munich, qui deviendra dans les années suivantes un best-seller et un livre culte du mouvement féministe. Le livre est traduit dans huit langues.
Dans cette œuvre à caractère autobiographique, Verena Stefan défend un féminisme radical. Ses objectifs étaient la découverte de sa propre féminité, la conscience nouvelle de son corps ainsi que l'esthétique féminine qui s'exprime dans une langue autonome.
En 1975, elle s'installe à la campagne où, entourée de personnes partageant ses idées, elle pratique sa philosophie privée, un mélange de féminisme, d'écologie et d'ésotérisme. L'autrice anime par ailleurs des cours d'écriture créative en Allemagne et en Suisse.
À partir de 1999/2000, elle vit à Montréal et écrit principalement en anglais.
Lorsqu'on lui diagnostique un cancer, elle commence à raconter son expérience de la maladie dans le roman Fremdschläfer.
En 2014, elle publie un roman autobiographique Die Befragung der Zeit, dans lequel elle raconte l'histoire de son grand-père, qui avait été interné en 1949 à l'hôpital psychiatrique de Waldau, accusé d'avoir pratiqué des avortements illégaux.
Verena Stefan est décédée en novembre 2017 à l'âge de 70 ans dans sa ville d'adoption canadienne, Montréal, des suites d'un cancer. Elle laisse derrière elle son épouse Lise Moisan.

## Œuvre
- Häutungen. Autobiographische Aufzeichnungen, Gedichte, Träume, Analysen. Frauenoffensive, München 1975.
- Mit Füßen, mit Flügeln. Gedichte und Zeichnungen. Frauenoffensive, München 1980.
- Wortgetreu ich träume. Geschichten & Geschichte. Arche, Zürich 1987.
- Es ist reich gewesen. Bericht vom Sterben meiner Mutter. Fischer Taschenbuch, Frankfurt am Main 1993.
- Rauh, wild & frei. Mädchengestalten in der Literatur. Fischer Taschenbuch, Frankfurt am Main 1997.
- Fremdschläfer. Roman. Ammann (Meridiane 115), Zürich 2007.
- Als sei ich von einem anderen Stern. Jüdisches Leben in Montreal. Wunderhorn, Heidelberg 2011.
- Die Befragung der Zeit. Nagel & Kimche, Zürich 2014.
- Ein Riss im Stoff des Lebens. Nagel & Kimche, Zürich 2021.

### Édition en français
- Mues, trad. Leslie Gaspar et le collectif de traduction des éditions des femmes, éditions des femmes - Antoinette Fouque, 1977  (ISBN 9782721000903).
- D'ailleurs, trad. Louis Bouchard et Marie-Elisabeth Morf, Éditions Héliotrope, 2009  (ISBN 978-2-923511-13-9).
- Qui maîtrise les vents connaît son chemin, trad. Céline Hostiou, Éditions Héliotrope, 2017  (ISBN 978-2-924666-15-9).

## Récompenses
- 1976 : Prix d'encouragement de la ville libre et hanséatique de Hambourg
- 1977 : Prix d'encouragement de la ville de Berne
- 1988 et 1994 : Prix du livre de la ville de Berne
- 2001 : Bourse littéraire de la fondation Pro Helvetia
- 2008 : Prix Schiller
- 2010 : Prix John-Glassco de la traduction

## Filmographie
- 2021 : Verena Stefan - Der Mensch meines Lebens bin ich, film documentaire de Christian Walther[5]